# Bjerkreim
Bjerkreim là một đô thị ở hạt Rogaland, Na Uy. Các giáo xứ của Birkrem được thành lập như là một đô thị ngày 01 tháng 1 năm 1838 (xem formannskapsdistrikt).
Bjerkreim có môi trường sống nông thôn, nhưng vẫn còn tương đối gần với một thành phố lớn, Stavanger. Với sự gần gũi với thiên nhiên và động vật hoang dã, và hồ như Byrkjelandsvatnet. Bjerkreim có gồm một trong những con sông quan trọng nhất có cá hồi Na Uy, Bjerkreimselva. Các ngành kinh tế quan trọng nhất là nông nghiệp và ngành công nghiệp quy mô nhỏ.